# Government of Wales Act 2006
Il Government of Wales Act 2006 (in gallese: Deddf Llywodraeth Cymru 2006; Legge sul governo del Galles del 2006) è un atto del Parlamento del Regno Unito che ha modificato l'Assemblea nazionale per il Galles consentendo di conferire più potere facilmente all'Assemblea. La legge crea un sistema di governo separato e responsabile nei confronti del legislatore.

## Disposizioni
La legge ha le seguenti disposizioni:
- crea un organo esecutivo - il governo dell'Assemblea gallese (noto dal maggio 2011 come governo gallese) - che è separato dall'organo legislativo, ovvero l'Assemblea nazionale per il Galles. Il governo gallese è quindi modificato dall'essere un comitato dell'Assemblea nazionale ad essere un organismo distinto
- vieta ai candidati sia di contestare collegi elettorali sia di essere iscritti in una lista regionale
- prevede un meccanismo per gli ordini in Consiglio di delegare il potere dal Parlamento all'Assemblea, che darà all'Assemblea poteri di prendere "misure" (leggi gallesi). L'allegato 5 della legge descrive i settori in cui l'Assemblea ha poteri di provvedimento
- prevede un referendum per maggiori poteri legislativi, noto come "Atti dell'Assemblea"
- crea un sigillo gallese e un custode del Sigillo gallese (primo ministro)
- crea il Fondo consolidato gallese
- crea la posizione di consigliere generale come membro del governo dell'Assemblea gallese e suo principale consigliere legale
- assegna alla regina nuove funzioni di nomina formale dei ministri gallesi e di concessione dell'assenso reale agli atti dell'Assemblea.

## Allegato 5 della legge
L'allegato 5 della legge descrive i 20 "campi" e "materie" in cui l'Assemblea nazionale per il Galles ha competenza legislativa, ovvero la capacità di approvare misure dell'Assemblea (o, dal 2011, atti). Un campo è un'area tematica ampia, come l'istruzione e la formazione, l'ambiente, la salute ei servizi sanitari, le autostrade e i trasporti o l'edilizia abitativa. Una materia è un'area politica definita specifica all'interno di un campo.
L'Assemblea può acquisire ulteriore competenza legislativa modificando l'Allegato 5. Ci sono due modi in cui ciò può accadere: o come risultato di clausole incluse nella legislazione approvata da un atto del Parlamento a Westminster, o da ordini di competenza legislativa (LCO) concesso dal Parlamento in risposta a una richiesta dell'Assemblea nazionale stessa (gli LCO possono essere proposti dal governo gallese, o da singoli membri, o dai comitati dell'Assemblea, ma devono essere approvati dall'Assemblea nazionale prima di poter andare avanti). Il risultato di entrambi i metodi è modificare uno qualsiasi dei 20 campi inserendo argomenti specifici. L'Assemblea ha quindi competenza per legiferare su tali materie.
L'allegato 5 viene aggiornato regolarmente come risultato di questi due processi. Una versione aggiornata del Programma (che indica anche dove vengono proposti emendamenti) è disponibile sul sito web dell'Assemblea nazionale.

### Campi dell'Allegato 5
- Campo 1: agricoltura, pesca, silvicoltura e sviluppo rurale
- Campo 2: monumenti antichi ed edifici storici
- Campo 3: cultura
- Campo 4: sviluppo economico
- Campo 5: istruzione e formazione
- Campo 6: ambiente
- Campo 7: servizi antincendio e di soccorso e promozione della sicurezza antincendio
- Campo 8: cibo
- Campo 9: salute e servizi sanitari
- Campo 10: autostrade e trasporti
- Campo 11: alloggio
- Campo 12: governo locale
- Campo 13: Assemblea nazionale per il Galles
- Campo 14: pubblica amministrazione
- Campo 15: benessere sociale
- Campo 16: sport e ricreazione
- Campo 17: turismo
- Campo 18: urbanistica e pianificazione del territorio
- Campo 19: difesa dall'acqua e dalle inondazioni
- Campo 20: lingua gallese